# چارلز (بازیکن فوتبال، زاده ۱۹۵۴)
چارلز (انگلیسی: Charles؛ زادهٔ ۲۱ ژانویهٔ ۱۹۵۴) بازیکن فوتبال اهل آرژانتین است.
از باشگاه‌هایی که در آن بازی کرده‌است می‌توان به باشگاه فوتبال هرکولس، باشگاه فوتبال کوردوبا، باشگاه ورزشی مون‌پلیه، باشگاه فوتبال المپیک مارسی، و باشگاه فوتبال آلمریا اشاره کرد.